# Psephellus psephelloides
Psephellus psephelloides là một loài thực vật có hoa trong họ Cúc. Loài này được (Freyn & Sint.) Wagenitz mô tả khoa học đầu tiên năm 2000.